# Spamalot
Monty Python's Spamalot is een komische musical, gebaseerd op de "met liefde uitgemolken" film Monty Python and the Holy Grail (1975). Net als de film is het verhaal een parodie op de legende van Arthur, maar vele andere aspecten verschillen van de film, vooral door toegevoegde Broadway-parodieën.
Eric Idle, een van de zes Monty Python-leden, schreef het libretto en de liederen, en werkte met John Du Prez aan de muziek. De Broadway-première was op 17 maart 2005, onder regie van Mike Nichols. De musical won een Tony Award voor Beste Musical van het seizoen 2004–2005. 

## Verhaal
Het verhaal van Spamalot volgt Koning Arthur op zijn zoektocht naar de Heilige Graal. Arthur, reizend met zijn bediende Patsy, vraagt enkele ridders hem te vergezellen, waaronder Bedivere, Robin, Lancelot en Galahad. Onderweg ontmoeten ze vele vreemde types, zoals 'Prins Herbert', 'The French Taunter', Tim the Enchanter, Not Dead Fred, Black Knight en de 'Ridders die Ni Zeggen'.

## Uitvoeringen
Na voorstellingen in Chicago en New York, ging Spamalot op tournee doorheen de Verenigde Staten. Op 16 oktober 2006 opende de musical in het Palace Theater in Londen. In het voorjaar van 2007 startte een reeks in het Wynn Las Vegas Broadway-theater in Las Vegas en in november 2007 volgde de Australische première.
De musical werd onder andere vertaald naar het Spaans, Duits en Japans. Albert Verlinde bracht de productie naar Nederland, geregisseerd door Stany Crets, met in de hoofdrollen Linda Wagenmakers als Lady of the Lake, Johnny Kraaijkamp jr. als Koning Arthur, Owen Schumacher als sir Lancelot, Paul Groot als sir Galahad, Pepijn Gunneweg als sir Robin en Nordin De Moor die de rol van Patsy voor zich nam. De tour ging in het bijzijn van Eric Idle in première in april 2011 in theater Carré in Amsterdam en deed de grote Nederlandse theaters aan, vanwege het enorme decor. Ook de Vlaamse versie (2011) werd geregisseerd door Stany Crets, met onder meer Koen Van Impe, Ann Van den Broeck en Jonas Van Geel.
Op 22 en 23 juni 2018 speelde de musicalcast van het CKE de musical in het Parktheater te Eindhoven.

## Prijzen
De voorstelling op Broadway, New York kreeg veertien Tony Award-nominaties. Ze won er drie:
- Beste Musical
- Beste uitvoering door een met name genoemde musical-actrice (Sara Ramirez)
- Beste Musicalregie (Mike Nichols)

## Liedjes

### Act I
1. "Overture"
2. "Historian’s Introduction to Act I"
3. "Finland / Fisch Schlapping Dance"
4. "Monk’s Chant / He’s Not Yet Dead"
5. "King Arthur's Song"
6. "Come With Me"
7. "Laker Girls Cheer"
8. "The Song That Goes Like This"
9. "He’s Not Yet Dead - Play Off"
10. "All For One"
11. "Knights of the Round Table / The Song That Goes Like This (Reprise)"
12. "Find Your Grail"
13. "Run Away!"
14. "The Intermission"

### Act III. Wait... No... Act II
1. "Historian’s Introduction to Act II"
2. "Always Look on the Bright Side of Life"
3. "Brave Sir Robin"
4. "You Won't Succeed On Broadway"
5. "The Diva's Lament (Whatever Happened To My Part)"
6. "Where Are You?"
7. "His Name Is Lancelot"
8. "I'm All Alone"
9. "Twice In Every Show"
10. "Act II Finale"
11. "Always Look On The Bright Side Of Life (Company Bow)"